# Governo da Transnístria
O Governo da República Moldava Pridnestroviana (em russo:  Правительство Приднестровской Молдавской Республики) é a mais alta autoridade executiva e administrativa da não reconhecida, mas de facto independente, República Moldava Pridnestroviana (RMP), comumente conhecida como Transnístria.

## Poder Executivo
A instituição do governo e o cargo de primeiro-ministro da Transnístria foram introduzidos em 1º de janeiro de 2012, de acordo com as emendas feitas à Constituição da Transnístria em junho de 2011. Até 1º de janeiro de 2012, o Gabinete de Ministros do RMP era formado pelo Presidente da RMP para exercer seus poderes como chefe do poder executivo. Os ministros estavam diretamente subordinados ao chefe do estado da Transnístria. De acordo com as emendas, o órgão executivo supremo da RMP passa a ser o governo composto pelo presidente do governo da RMP (Primeiro-ministro), seus deputados, ministros e chefes das administrações estatais de cidades e regiões.
O Governo da RMP opera com base na Constituição, nas leis constitucionais e nas leis da RMP, bem como nos atos legais do Presidente da RMP. Com base na Constituição da Transnístria, o governo exerce os seguintes poderes:
- Elabora e submete ao Conselho Supremo da RMP um projeto de orçamento republicano e garante a sua execução;
- Submete ao Conselho Supremo um relatório sobre a execução do orçamento republicano;
- Submete ao Conselho Supremo relatórios anuais sobre os resultados das suas atividades, inclusive sobre questões levantadas pelo Conselho Supremo;
- Assegura a implementação de uma política estatal unificada no domínio da cultura, ciência, educação, saúde, bem-estar social, ecologia;
- Executa medidas para garantir a defesa do país, a segurança do Estado, organiza a implementação da política interna e externa do Estado;
- Toma medidas para garantir o Estado de direito, os direitos e liberdades dos cidadãos, proteger a propriedade e a ordem pública e combater o crime;
- Exerce outros poderes que lhe são atribuídos pela Constituição da RMP, leis e decretos do Presidente da Transnístria.

### Gabinete de Ministros
| Cargo | Incumbente                    |
| --- | ----------------------------- |
| Presidente do Governo (Primeiro-ministro)                                                                                                | Aleksandr Rosenberg           |
| Primeiro vice-primeiro-ministro e Ministro das Finanças                                                                                  | Tatyana Kirova                |
| Vice-primeiro-ministro | Aleksey Alekseevich Tsurkan   |
| Vice-primeiro-ministro e Ministro do Desenvolvimento Econômico                                                                           | Sergey Anatolyevich Obolonik  |
| Vice-primeiro-ministro sobre questões de regulamentação legal e interação com autoridades públicas - Chefe de Gabinete do Governo da RMP | Stanislav Mikhaylovich Kasap  |
| Ministro da Administração Interna | Ruslan Petrovich Mova         |
| Ministro da Defesa | Oleg Aleksandrovich Obruchkov |
| Ministro da Justiça | Aleksandra Iosifovna Tumba    |
| Ministro de Relações Exteriores | Vitaliy Viktorovich Ignatyev  |
| Ministro do Trabalho e Segurança Social                                                                                                  | Elena Nikolaevna Kulichenko   |
| Ministro da Agricultura e Recursos Naturais                                                                                              | Efimiy Mikhaylovich Koval     |
| Ministro da Saúde | Andrey Ivanovich Guranda      |
| Ministro da Educação | Tatyana Gennadyevna Loginova  |